# Pawiak
Pawiak (en polonais, prononcer : ˈpavyak) était une prison construite en 1835 à Varsovie, en Pologne. 
Elle est aujourd'hui un souvenir douloureux au cœur des Varsoviens car, pendant la Seconde Guerre mondiale, elle était devenue une partie du camp de concentration de la ville. En 1944, les Allemands l'ont détruite quand ils ont rasé la ville.

## Histoire
La prison Pawiak a pris son nom de la rue où elle se situait, ulica Pawia (équivalent polonais de "rue du Paon").
Pawiak a été construite en 1829–35 par l'architecte Henryk Marconi inspiré par Fryderyk Florian Skarbek, un réformateur de prisons et le parrain du compositeur Frédéric Chopin.
Durant l'insurrection de 1863, elle a servi de camp de transfert pour les Polonais condamnés par la Russie impériale à la déportation vers la Sibérie.
Durant toute son histoire Pawiak était la principale prison pour hommes de Varsovie où l'on gardait aussi bien des criminels que des prisonniers politiques. Les femmes, elles, étaient détenues dans un bâtiment appelé Serbia.
Après l'invasion de la Pologne par les Allemands en 1939, les locaux ont été transformés en prison de la Gestapo et firent partie du camp de concentration de Varsovie. Approximativement 100 000 hommes et femmes passèrent par la prison, pour la plupart des membres de l'Armia Krajowa, des prisonniers politiques et des civils pris comme otages dans des rafles de rues. Environ 37,000 personnes y furent exécutées et 60 000 envoyées dans les camps de la mort et les camps de concentration allemands. Les chiffres exacts sont inconnus car les archives de la prison n'ont jamais été retrouvées.
Les locaux de Pawiak se trouvaient sur le terrain du ghetto. Au moment du soulèvement du ghetto, Pawiak a servi de base d'attaque pour les Nazis. Les geôliers de Pawiak, commandés par Franz Bürkl, se portèrent volontaires pour pourchasser les Juifs.
Le 19 juillet 1944, un gardien ukrainien, le Wachmeister Petrenko, et quelques prisonniers tentèrent une évasion de masse, soutenus par une attaque lancée de l'extérieur, mais ils échouèrent. Petrenko et plusieurs autres personnes se donnèrent alors la mort. Le détachement de résistants qui attaquèrent Pawiak fut pris en embuscade et déplora un si grand nombre de pertes qu'il fut quasi réduit à néant. En représailles, plus de 380 prisonniers furent exécutés le jour suivant. En réalité cette action était une provocation calculée de la part de la Gestapo.
Le dernier transfert de prisonniers eut lieu la veille de l'Insurrection de Varsovie, le 30 juillet 1944. Les 1400 hommes et 400 femmes qui restaient furent envoyés aux camps de concentration de Gross-Rosen et de Ravensbrück. Par la suite, la zone a été sécurisée pendant l'Insurrection de Varsovie et, par conséquent, demeura entre les mains des Allemands. Le 13 et 18 août, les prisonniers qui restaient et dont le nombre nous est inconnu furent abattus. Le 21 août les bâtiments furent brûlés et dynamités par les Nazis.
Après la Seconde Guerre mondiale, le bâtiment ne fut pas reconstruit. En 1965, sur le reste de ses fondations fut créé un musée qui, depuis 1990, avec le Mausolée de la Lutte et du Martyre, forme le Musée de l'Indépendance.

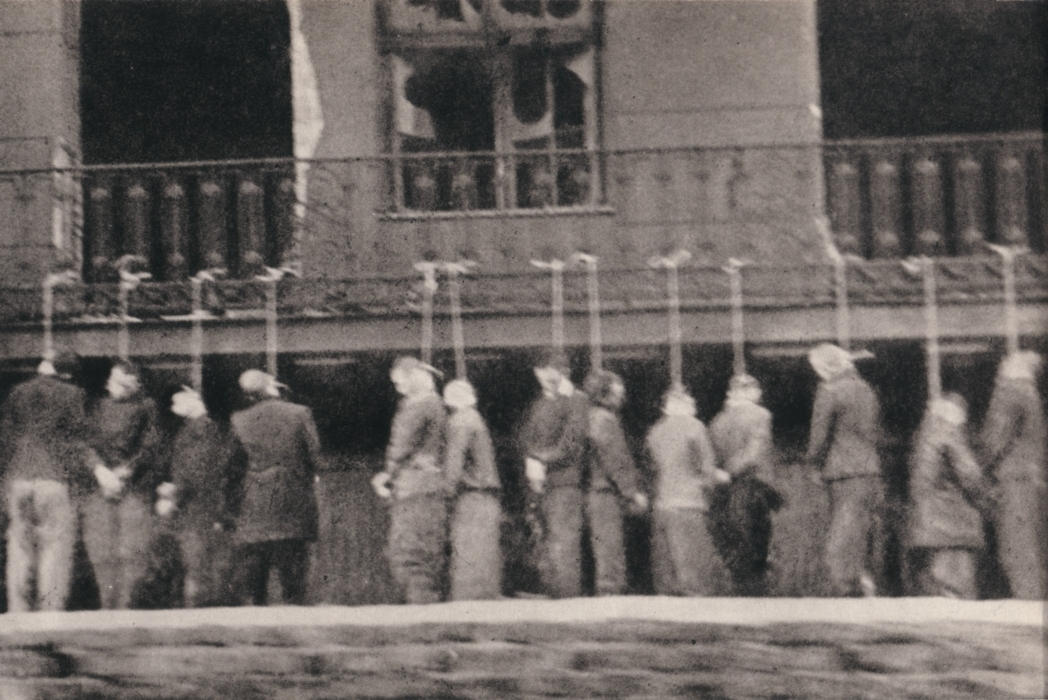
Détenus de la prison Pawiak pendus par les Allemands dans la rue Leszno, 11 février 1944
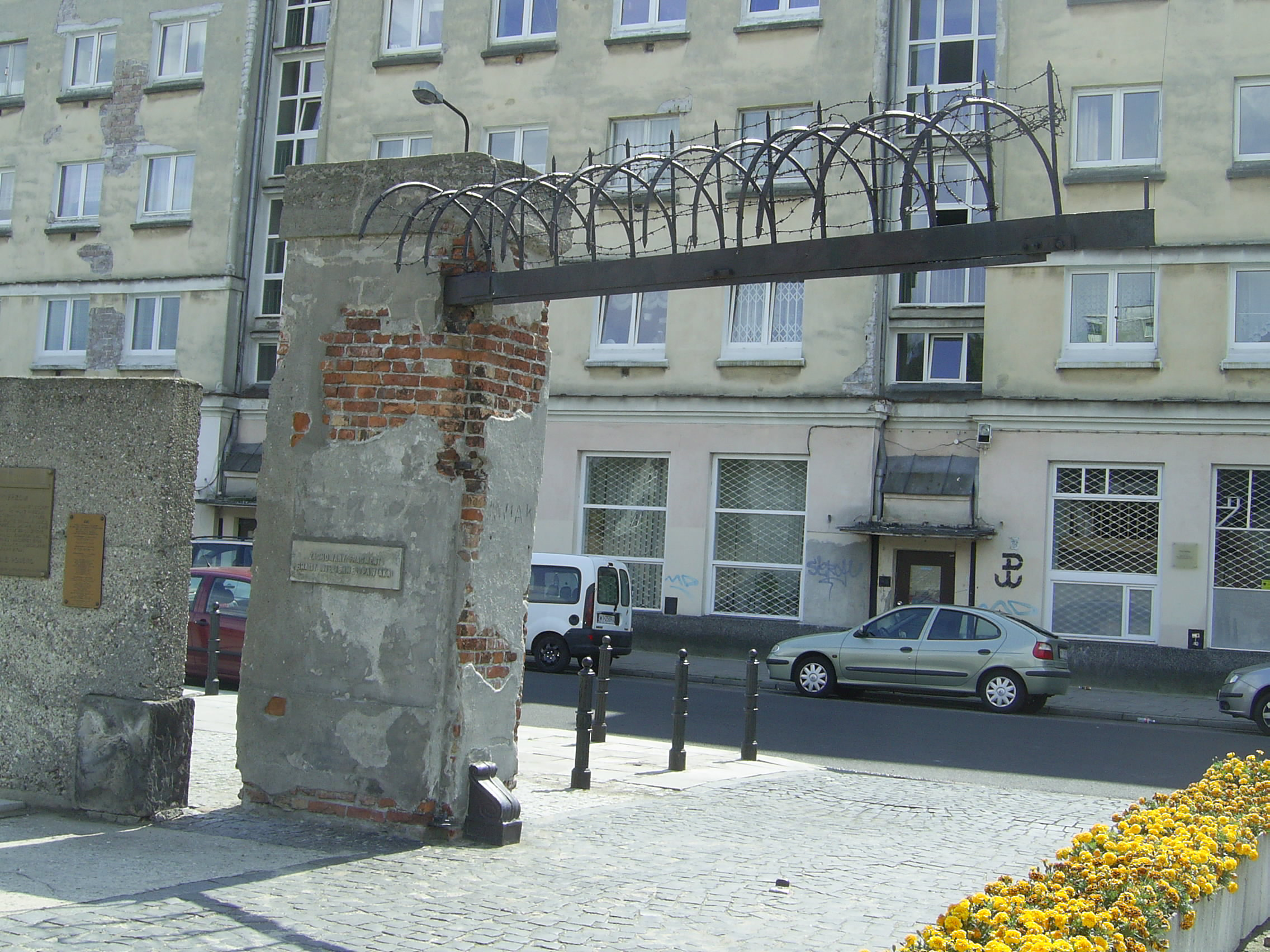
Ruine de la porte de Pawiak
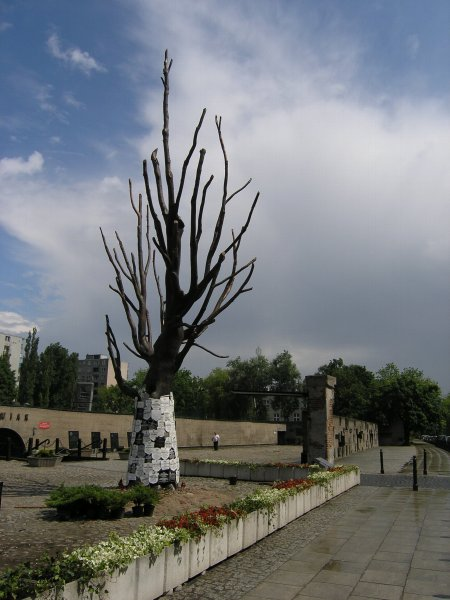
Arbre mémorial et (à l'arrière) le Musée Pawiak dans ce qui reste des fondations de la prison
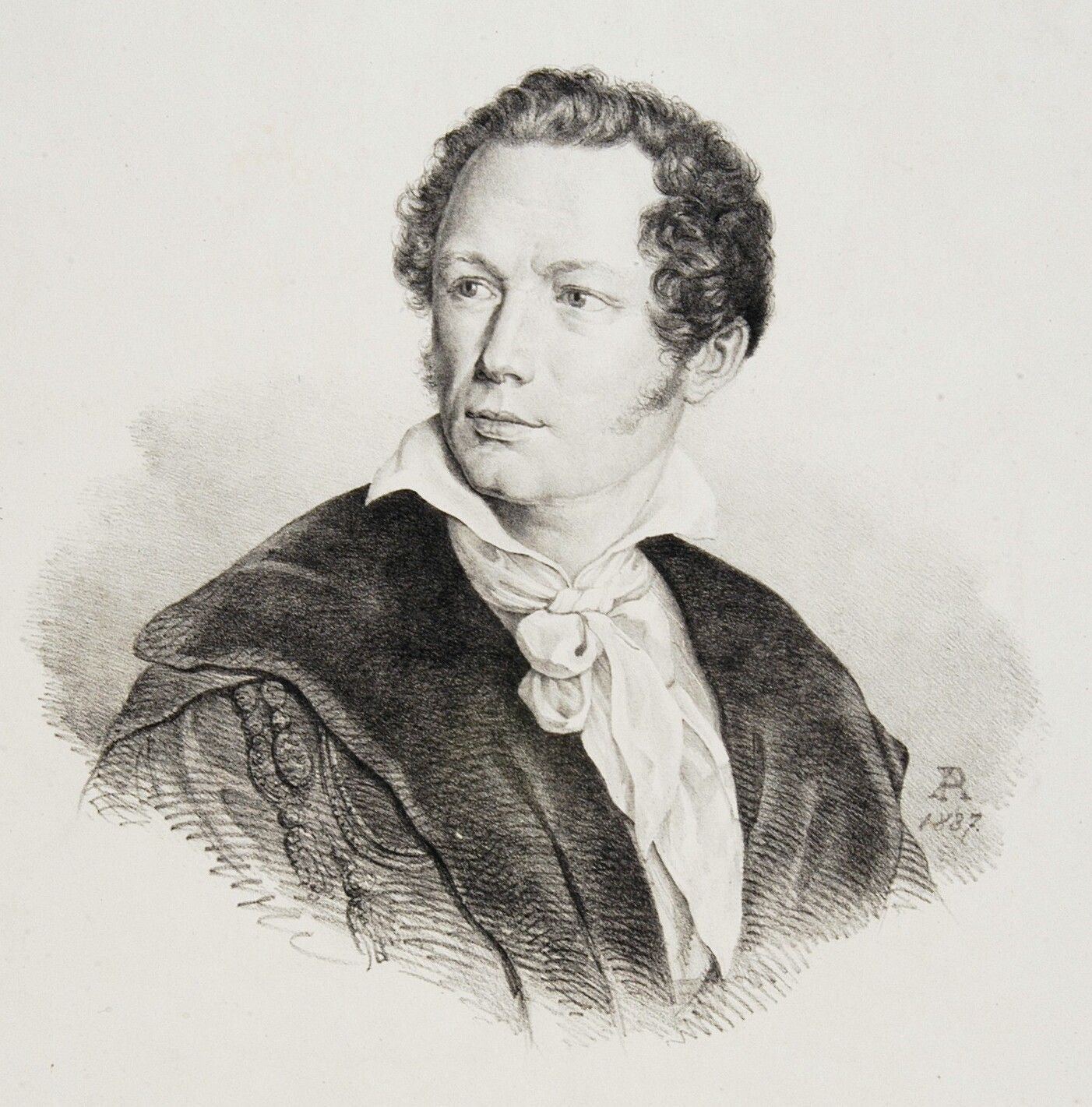
Fryderyk Florian Skarbek, fondateur de la prison
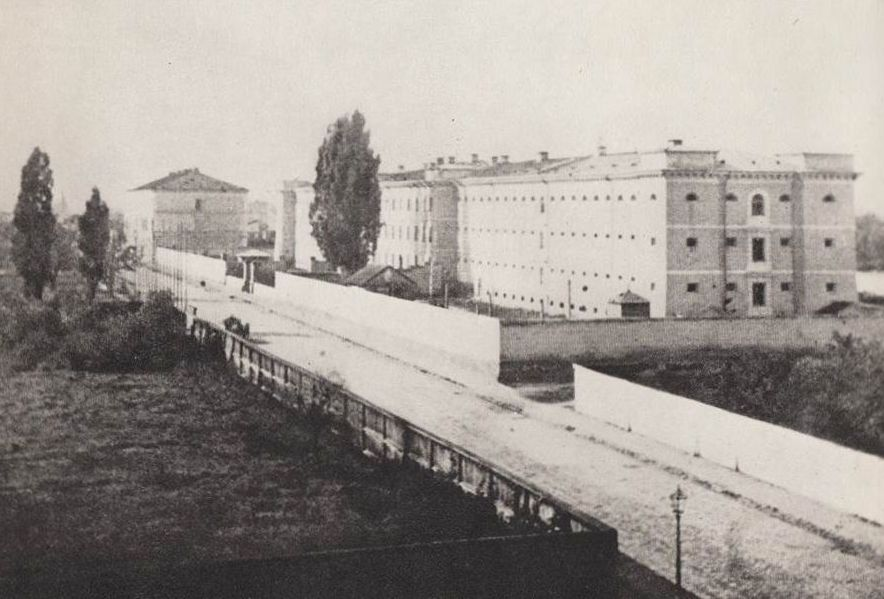
La prison en 1864.